# Ànec capnegre
L'ànec capnegre (Heteronetta atricapilla) és una espècie d'ocell de la família dels anàtids (Anatidae) que habita aiguamolls, estanys i canyars d'Amèrica del Sud.

## Descripció
L'ànec capnegre és el membre viu més basal de la seva subfamília, i no té la cua rígida ni el bec inflat dels seus parents. En general, s'assembla molt a un ànec bussejador força típic, el plomatge i altres peculiaritats indiquen que potser no és un parent gaire proper dels altres ànecs de cua rígida, sinó més aviat el producte de l'evolució convergent dels avantpassats dels ànecs de cua rígida.
L'ànec capnegre fa uns 35 cm de llargada. Els mascles pesen una mitjana d'uns 510 g i les femelles 565 g. L'espècie té una forma distintiva, amb un cos llarg i ales desproporcionadament curtes. El bec té el maxil·lar negre i una mandíbula taronja; el maxil·lar té una taca rosada a la base durant la temporada de cria. Els mascles adults tenen el cap i la part superior del coll negres brillants i la barbeta blanca. Les parts superiors són de color negre marró fosc amb taques canyella o vermelles pàl·lides i vermiculació. L'ala plegada mostra dues barres blanques. Les parts inferiors són blanquinoses amb taques marrons i semblen platejades. Les femelles adultes tenen el cap i el coll de color marró fosc i la gola blanquinosa, i són, per altra banda, semblant al mascle. Els individus immadurs són similars a la femella, però tenen les parts superiors més rugoses, les inferiors més groguenques i una franja ocular pàl·lida.

## Distribució i hàbitat
L'ànec capnegre té dues àrees de distribució separades. Una és la part occidental del centre de Xile. L'altra és des de l'extrem sud de Bolívia cap al sud, a través del centre de Paraguai fins al centre de l'Argentina i a l'est, a través del sud de l'Uruguai fins a l'extrem sud del Brasil.
Els registres d'observació no documentats a les Illes Malvines porten el Comitè de Classificació Sud-americà de la Societat Ornitològica Americana a tractar-lo com a hipotètic allà. Habita principalment en aiguamolls d'aigua dolça, la planta dominant dels quals és el jonc Scirpus californicus, i fora de la temporada de cria es pot trobar en llacs, rases plenes d'aigua i, de vegades, camps inundats.

## Comportament

### Moviment
L'ànec capnegre és parcialment migratori. És resident durant tot l'any a la major part de l'àrea de distribució, però es troba a la major part del Paraguai i la petita àrea boliviana només durant la temporada no de cria.

### Alimentació
L'ànec capnegre s'alimenta bussejant. Tot i que hi ha poca informació disponible sobre la dieta, un component important sembla ser les llavors de Scirpus californicus, i els caragols un component menor.

### Cria
L'ànec capnegre és únic ànec entre els ocells aquàtics; és un paràsit de posta. La femella no construeix cap niu, sinó que pon els ous als nius d'altres ocells. Els hostes coneguts inclouen el xibec peposata (Netta peposaca), la fotja frontvermella (Fulica rufifrons) i la fotja de lligacames (F. armillata). S'ha reportat almenys 18 espècies més com a hostes, incloent-hi diverses altres espècies d'ocells aquàtics i fotges, la gavina de la Patagònia (Chroicocephalus maculipennis) i alguns rapinyaires. A diferència d'alguns cucuts, ni els pollets ni els adults destrueixen els ous ni maten els pollets de l'hoste. A diferència dels passeriformes paràsits de cria, les cries dels quals són altricials, els aneguets capnegre són precocials. Després d'una incubació d'uns vint-i-cinc dies, els aneguets són completament independents poques hores després de l'eclosió i abandonen el niu.

### Vocalització
L'ànec capnegre sol ser silenciós. Emet un «coac coac» fluix com a part de l'exhibició de festeig, i també un grunyit de dues notes seguides d'un xiulet: «gr-rump-friit». Les femelles claqueigen.

## Taxonomia i sistemàtica
L'ànec capnegre és l'únic membre del gènere Heteronetta i no té subespècie. És l'única espècie del gènere Heteronetta.
Està estretament relacionat amb els ànecs de "cua rígida" dels gèneres Nomonyx, Oxyura i Biziura.